# Chinattus taiwanensis
Chinattus taiwanensis là một loài nhện trong họ Salticidae.
Loài này thuộc chi Chinattus. Chinattus taiwanensis được Bao & Peng miêu tả năm 2002.